# Macrotrachela pilousi
Macrotrachela pilousi är en hjuldjursart som beskrevs av Bartoš 1948. Macrotrachela pilousi ingår i släktet Macrotrachela och familjen Philodinidae. Inga underarter finns listade i Catalogue of Life.